# Paradidyma crassiseta
Paradidyma crassiseta là một loài ruồi trong họ Tachinidae.